# لورای، میسوری
لورای (به انگلیسی: Luray) یک روستا (ایالات متحده آمریکا) در ایالات متحده آمریکا است که در شهرستان کلارک، میزوری واقع شده‌است.
 لورای ۰٫۵۲ کیلومتر مربع مساحت و ۹۹ نفر جمعیت دارد و ۲۲۶ متر بالاتر از سطح دریا واقع شده‌است.